# Щерцовська-Весь
Щерцовська-Весь (пол. Szczercowska Wieś) — село в Польщі, у гміні Щерцув Белхатовського повіту Лодзинського воєводства.
Населення — 211 осіб (2011).
У 1975-1998 роках село належало до Пйотрковського воєводства.

## Демографія
Демографічна структура станом на 31 березня 2011 року:
|          | Загалом | Допрацездатний вік | Працездатний вік | Постпрацездатний вік |
| -------- | ------- | ------------------ | ---------------- | -------------------- |
| Чоловіки | 112     | 25                 | 75               | 12                   |
| Жінки    | 99      | 9                  | 67               | 23                   |
| Разом    | 211     | 34                 | 142              | 35                   |